# Thomas Joannes Stieltjes jr.

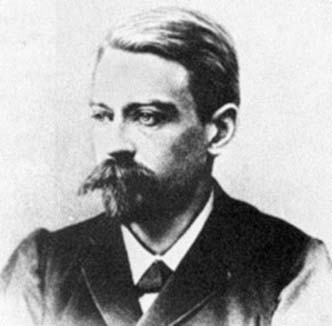
Thomas Stieltjes

Thomas Joannes Stieltjes jr. (Zwolle, 29 december 1856 - Toulouse, 31 december 1894) was een Nederlands wiskundige. 
Stieltjes jr. was een zoon van Thomas Joannes Stieltjes sr., civiel ingenieur en lid van de Tweede Kamer. Senior was onder andere beroemd geworden door de aanleg van de havens van Rotterdam. 

## Leven
Hij studeerde vanaf 1873 aan de Polytechnische School te Delft. Hij zakte driemaal voor zijn examens. Nadat Stieltjes sr. een goed woordje gedaan had, werd hij in 1877 assistent aan de Sterrewacht Leiden.
In 1882 begon Stieltjes een correspondentie met de Franse wiskundige Charles Hermite. In zijn vrije tijd ging Stieltjes wiskunde studeren. Van de Sande Bakhuyzen, de directeur van de Sterrewacht in Leiden, gaf hem in 1883 toestemming om aan wiskundige problemen te werken. Datzelfde jaar verving hij de zieke prof F.J. van de Berg aan de Polytechnische School te Delft, en gaf colleges analytische en beschrijvende meetkunde.
Stieltjes solliciteerde naar de leerstoel analyse in Groningen, werd aangenomen, maar uiteindelijk door het Ministerie afgewezen wegens gebrek aan de juiste diploma's. In 1884 ontmoetten Hermite en prof Bierens de Haan elkaar en spraken af dat Stieltjes een eredoctoraat zou krijgen van de universiteit van Leiden zodat Stieltjes alsnog hoogleraar kon worden. Stieltjes werd in 1885 eervol benoemd tot lid van de Koninklijke Nederlandse Akademie van Wetenschappen (KNAW). In 1889 werd hij benoemd tot hoogleraar differentiaal- en integraalrekening aan de Universiteit van Toulouse in Zuid-Frankrijk. 

## Werk
Stieltjes heeft aan vrijwel alle takken van analyse en getaltheorie bijgedragen. Hij bedacht een analytische theorie van kettingbreuken. Hij bereidde de theorie van Hilbertruimten voor. Verder werkte hij aan discontinue functies, divergente reeksen, differentiaalvergelijkingen, interpolatie, de gammafunctie en elliptische functies.
Hij is vooral bekend geworden om de Stieltjesintegraal. Vanwege zijn werk zijn naar hem vernoemd: 
- Lebesgue-Stieltjes integraal
- Laplace-Stieltjes transformatie
- Riemann-Stieltjes-integraal
- Stieltjes moment probleem
- Chebyshev-Markov-Stieltjes ongelijkheden

## Prijs
Stieltjes won de Ormoy Prize van de Franse Académie des Sciences voor zijn werk aan kettingbreuken.

## Trivia
- De Stieltjesweg in Delft is naar hem vernoemd.[2]